# Autorité (roman)
Pour les articles homonymes, voir Autorité.
Autorité (titre original : Authority) est un roman de science-fiction de Jeff VanderMeer publié pour la première fois en 2014 puis traduit et publié en français en 2017. Ce roman est le deuxième tome de la trilogie du Rempart Sud. 

## Résumé
John Rodriguez, surnommé Control, prend la relève en tant que nouveau directeur de l'agence Rempart Sud. Il est un agent secret nommé par le mystérieux groupe Central qui supervise cette agence. Son grand-père et sa mère ont été des membres importants et influents de Central, sa mère étant toujours en activité. Control reporte ses activités via des appels téléphoniques à un manager de Central appelé « la Voix ».
Dans son rôle de directeur, Control fait souvent face à des frictions avec le personnel en place, en particulier avec la directrice adjointe Grace Stevenson, qui semble avoir un attachement émotionnel avec la précédente directrice. Control examine méthodiquement les données accumulées (interviews, photos, vidéos) ; il découvre que le nombre d'expéditions dans la Zone X est beaucoup plus grand que celui divulgué publiquement. Après la cinquième expédition, toutes les suivantes ont été des itérations avec des facteurs de contrôle légèrement différents, semblables à une expérience en laboratoire. Un changement plus important amenait à augmenter le numéro de l'expédition, ce qui a conduit à la formation d'une douzième expédition entièrement féminine pour voir comment cette composition interagirait avec la Zone X. La biologiste de cette expédition, protagoniste du roman Annihilation, et la psychologue faisaient toutes les deux partie de cette douzième expédition ; Control apprend que la psychologue était en fait la directrice de Rempart Sud (qu’il a remplacé), un fait qu'elle n'avait pas révélé aux autres membres de l'expédition.
Control interroge la biologiste, dont le débriefing est toujours en cours après sa réapparition mystérieuse dans un terrain vacant. Lentement, il commence à sympathiser avec elle et à comprendre son intérêt pour l'écosystème de la région. Cependant, elle refuse de coopérer et insiste sur le fait qu'elle n'est pas biologiste et demande à Control de l'appeler Oiseau Fantôme. Après avoir échoué à obtenir des informations sur la Zone X ou sur ce qui s'y est passé, Control décide d'utiliser des tactiques non conventionnelles pour la faire parler.
Control pense qu'il est à certains moments sous hypnose et suppose (correctement) que son manager, « la Voix », se sert de l'hypnose pour influer sur son enquête. Control parvient à se débarrasser des effets de l'hypnose et il peut dorénavant travailler de manière plus autonome, mais cela l'aliène de Central et il compte sur sa mère pour le protéger de potentielles représailles. Central éloigne de force la biologiste de Rempart Sud, car ils pensent que Control a développé un attachement émotionnel pour elle.
Après une interaction troublante avec l'un des scientifiques de Rempart Sud et une découverte au domicile de l'ancienne directrice, Control ressort toutes les notes sur Rempart Sud et la Zone X qu'il étudie avec minutie toute une journée. En sortant de son bureau, voulant se rendre dans les laboratoires de la division des sciences, il trouve la voie bloquée par un mur vivant qui ne devrait pas exister. Il sort du bâtiment, terrorisé, et tombe sur une réplique de la directrice émergeant de la Zone X et emportant avec elle la frontière qui sépare cette zone avec notre monde. Control ne parvient pas à convaincre le personnel de fuir et il abandonne alors Rempart Sud car la Zone X est en train d'envelopper les bâtiments de l'agence. Rentré chez lui pour faire ses bagages, il y découvre sa mère qui lui en apprend plus sur ce qui se passe. Control réalise également que l'ancienne directrice était la fille du gardien du phare qui s'est trouvé trente ans plus tôt sur le territoire de la Zone X et qu'elle apparaît sur une photo trouvée dans le phare de la Zone X. Cela change complètement sa vision du monde, car il est maintenant évident que la psychologue et ancienne directrice est en quelque sorte profondément liée à la Zone X.
Control apprend que la biologiste a échappé à sa détention. D'après sa connaissance des dossiers de la biologiste et suivant son intuition, Control devine où elle pourrait se rendre et la suit sur le site d'une ancienne étude de terrain qu'elle avait menée avant son arrivée à Rempart Sud. Control est suivi de près par Central, malgré ses efforts pour esquiver leurs agents. Il parvient enfin à rencontre la biologiste dans un lieu éloigné où elle a créé de manière inattendue un autre portail vers la Zone X au fond d'une réserve d'eau au milieu de rochers en bordure d'océan. Ce portail s'est formé, de l'avis de la biologiste, à partir d'une « luminosité » qu'elle portait en elle et qui l'a soudainement quittée. Elle plonge dans la réserve d'eau pour traverser le portail et Control, entendant une voix dans sa tête l'invitant à la suivre, saute également.

## Éditions
- Authority, Farrar, Straus and Giroux, 6 mai 2014, 340 p.  (ISBN 978-0-374-10410-8)
- Autorité, Au diable vauvert, 5 octobre 2017, trad. Gilles Goullet, 391 p.  (ISBN 979-10-307-0117-3)
- Autorité, Le Livre de poche, no 34655, 3 octobre 2018, trad. Gilles Goullet, 398 p.  (ISBN 978-2-253-18379-2)